# Ufens principalis
Ufens principalis är en stekelart som beskrevs av Richard Owen 2005. Ufens principalis ingår i släktet Ufens och familjen hårstrimsteklar. Inga underarter finns listade i Catalogue of Life.